# Francavilla al Mare (stacja kolejowa)
Francavilla al Mare (wł. Stazione di Francavilla al Mare) – stacja kolejowa w Francavilla al Mare, w prowincji Chieti, w regionie Abruzja, we Włoszech. 
Znajduje się na linii Adriatica.
Według klasyfikacji RFI ma kategorię brązową.

## Linie kolejowe
- Adriatica